# Murczyn
Murczyn – wieś w Polsce, położona w województwie kujawsko-pomorskim, w powiecie żnińskim, w gminie Żnin.
| SIMC    | Nazwa    | Rodzaj    |
| ------- | -------- | --------- |
| 1036997 | Bielawki | część wsi |
| 1037324 | Kaszuby  | część wsi |

W latach 1975–1998 wieś administracyjnie należała do województwa bydgoskiego.
Wieś klucza żnińskiego arcybiskupstwa gnieźnieńskiego, położona była w XVII wieku w powiecie kcyńskim województwa kaliskiego. Według Narodowego Spisu Powszechnego (III 2011 r.) liczyła 333 mieszkańców. Jest jedenastą co do wielkości miejscowością gminy Żnin.